# Aziz Vrioni
Aziz pasza Vrioni (ur. 1859 w Beracie, zm. 1920 tamże) – osmański parlamentarzysta, następnie minister rolnictwa Albanii w 1914 roku.

## Życiorys
Ukończył studia na Wydziale Finansów Uniwersytetu Stambulskiego. Następnie reprezentował Berat w osmańskim parlamencie.
Od marca do maja 1914 był ministrem rolnictwa Albanii. Podczas I wojny światowej powołał lokalną milicję, która tłumiła powstanie chłopskie oraz walczyła przeciwko greckim powstańcom, którzy utworzyli na południu Albanii Autonomiczną Republikę Północnego Epiru.